# IC 666
IC 666 је елиптична галаксија у сазвјежђу Лав која се налази на листи објеката дубоког неба у Индекс каталогу.
Деклинација објекта је + 10° 28' 51" а ректасцензија 11h 1m 14,8s. Привидна величина (магнитуда) објекта IC 666 износи 14,2 а фотографска магнитуда 15,2. IC 666 је још познат и под ознакама MK 1276, CGCG 66-97, DRCG 22-35, PGC 33232.